# 2007年日本シリーズにおける完全試合目前の継投
2007年日本シリーズにおける完全試合目前の継投（2007ねんにほんシリーズにおけるかんぜんじあいもくぜんのけいとう）では2007年の日本シリーズ第5戦において、中日ドラゴンズの落合博満監督、森繁和バッテリーチーフコーチが完全試合目前だった山井大介を岩瀬仁紀へ継投させた出来事について記述する。
この項目における人物の肩書きは特記ない場合、いずれもこの試合が行われた当時のものとする。

## 概要
第4戦までで中日は北海道日本ハムファイターズに3勝1敗とし、日本一に王手をかけていた。第5試合は11月1日、ナゴヤドームで行われた。中日の先発投手は3週間以上間隔を置いていた山井、北海道日本ハムの先発投手は第1戦に勝利し中4日登板となるダルビッシュ有であった。
中日は2回に平田良介が犠飛で1点を先制しその後は追加点を奪えなかったが、山井は北海道日本ハム打線を相手に8回まで一人の走者も許さない投球で、1962年第2戦の阪神タイガース・村山実（7回1/3）を抜いた。1-0で中日リードのまま、9回表の日本ハムの攻撃を迎えた。8回までに投げた球数も86球と、先発投手として9回を投げきれる完投ペースでもあり、中日ファンを中心に山井の完全試合を期待する声が湧き起こっていた。
しかし中日監督の落合は山井を降板させ、抑え投手の岩瀬を登板させた。走者を許さなかったにもかかわらず試合途中で降板させたため、この時点で山井の完全試合は消滅となった。岩瀬は金子誠を三振、髙橋信二を左飛、小谷野栄一を二ゴロに抑え三者凡退とした。
この試合に勝利した中日は53年ぶりに日本一を達成したが、一方でこの試合での山井の交代について賛否両論が巻き起こった。NPB史上日本シリーズでの完全試合を達成した前例がこれまでになく、この試合で史上初の日本シリーズでの完全試合が達成する可能性があった中での投手交代劇だった事も騒動を大きくする要因となった。
落合は2011年を以て中日の監督を退任したが、その後も監督退任後の著書『采配』で「私の采配について何か論じようとする時、必ずと言っていいほど出てくるのが（中略、この試合で）山井大介を9回に岩瀬仁紀に交代させた采配に関して、である」と記している。

## スコア
|                | 1 | 2 | 3 | 4 | 5 | 6 | 7 | 8 | 9 | R | H | E |
| -------------- | - | - | - | - | - | - | - | - | - | - | - | - |
| 北海道日本ハム | 0 | 0 | 0 | 0 | 0 | 0 | 0 | 0 | 0 | 0 | 0 | 0 |
| 中日           | 0 | 1 | 0 | 0 | 0 | 0 | 0 | 0 | X | 1 | 5 | 0 |

1. 日：ダルビッシュ、武田久 - 鶴岡
2. 中：山井、岩瀬 - 谷繁
3. 審判
［球審］柳田
［塁審］渡田・中村稔・杉永
［外審］秋村・橘高
4. 試合時間：2時間26分

## 山井のコメント
降板した理由として山井は、「自分に完全試合達成目前という投球をさせてくれているのは味方の力、特に守備のおかげでした。フェルナンド・セギノールのショートへのヒット性のあたりを井端さんが難なくさばいたのは、偶然ではなく、事前にセギノールの打球の傾向を研究し尽くして、可能性の高い場所に守っていたからなんです。ほかの守りにしてもみんなそう。ずっと積み重ねてきた努力がファインプレーになって、僕の投球を支えてくれていたんです。だからこそ、最後は、シーズンを通して抑えの役目を果たしてきた岩瀬さんで終わるべきだと思いました」と述べた。

## 落合監督・森バッテリーチーフコーチのコメント
- 落合は著書『采配』で、山井を交代させた理由は右手中指のマメ（肉刺）をつぶして出血していたことをあげた。「記録やタイトルが選手を大きく成長させる」として「プロ野球OBの立場で言えば、（中略）山井の完全試合を見たかった」「せめて3、4点取っていれば、山井の記録にかけられるのに」と思ったが、ドラゴンズの監督として53年ぶりの日本一のために最善の策を取ったとし、「あの時の心境を振り返ると、『山井は残念だった』というよりも、『ここで投げろと言われた岩瀬はキツいだろうな』というものだったと思う」と記している[3]。
- バッテリーチーフコーチの森は、著書『参謀』[5]で、「山井がマメをつぶしたことに気がついた時点で完全試合ペースでもリリーフを送る可能性が高い」と判断してリリーフの準備を進めていた。その一方で投手経験者として完全試合に関する投手心理を理解しているため、普段の試合なら本人が嫌だと言ってもマウンドに行かせるが、山井の指の状態が悪い中で監督が「日本一を取りにいく」と言いみんなが求めていた日本一を1イニングで変えてしまいかねない状況で悩んでいた。8回表終了後に山井に「どうする」と聞き、山井が「岩瀬さんにお願いします」と降板を申し出たので岩瀬に継投したと述べている。なお、森は現役時代に駒澤大学在籍時の投手として1976年の全日本大学野球選手権大会で完全試合を達成している。
- 落合と森は共に、完全試合目前で逆転負けして第6試合以降の敵地・札幌ドームに行く流れになったら、日本シリーズで優勝できない、と考えており、第5試合での勝利による日本一を最優先したと述べている[3]。その一方で継投決断の直前には完全試合について非常に激しい葛藤があり、「（岩瀬への継投が日本シリーズ優勝への最善策と思っていたが、）降板を申し出た山井の言葉に救われ、正直ほっとした。もし、山井が続投を主張していたら9回もマウンドに行かせていた」と述べている。また、強いプレッシャーの中でマウンドを託されて1イニング0点に抑えた岩瀬を高く評価した。
- 2017年11月1日放送のMBS『戦え!スポーツ内閣』に落合が出演した際に「4回くらいからマメがつぶれていた。みんな見て見ぬふりをしていたが、今の監督の森コーチが聞くとベンチに座って“代わります”といっちゃった。本人が言ったから迷いもなんにもない」と語った[6]。
- 2019年夏の第101回全国高等学校野球選手権岩手大会において発生したいわゆる「佐々木朗希登板回避問題」に対する落合のコメントの中で、この件との比較という形で当時の状況について「あれは（今回とは）別ですよ。山井が『俺はもうダメ』と言うんだから、ダメなもんはダメ。本人が行くといえば行かせた。ダメというのに、行かせるわけにはいかない。こっちだって困ったんですから」と裏事情を語った他、落合は一切言い訳をせず「監督の仕事はそういう仕事です」と締めている[7]。

## 試合出場選手等のコメント
- 中日の捕手・谷繁元信は「あまり完全試合というものにこだわっておらず、それよりも（点を取られるよりも前に）早く3つアウトが欲しかった」と述べた。後にYoutubeでの高木豊との対談において「7回ぐらいからすこしキレが落ちてきていたしスコア的にも、正直もう岩瀬でいいなと思っていた」と語っている。また森にどうだと尋ねられた時「代えたほうがいいと思います」と答えたという[8]。また「勝つためにはあれがベストだった」と述べている[9]。
- 最後の内野ゴロを捌いた二塁手の荒木雅博は｢自分がエラーして完全試合が終わってもいいのでとにかく勝ちたかった｣と述べた[要出典]。
- 岩瀬は「1人でもランナーを出したら、自分は批判を浴びるだろうと思った」「普段なら1イニングをどうやって点を取られずに抑えるかを考えるが、あの試合はどうやってランナーを出さずに3人の打者を凡退させるかを考えた」「人生で初めての、ものすごいプレッシャーで、正直投げたくない自分もいた」と述べた[要出典]。
- 立浪和義は引退後の2010年に発行された自叙伝『負けん気』（文芸社）で、「山井が拳を心配そうに見ながらコーチと相談しているところを見ているし、1点しか差がない以上、絶対的な信頼を置くことができる岩瀬にスイッチしたのは正しい選択だと思う」と述べている。
- この試合の北海道日本ハムの先発投手のダルビッシュは7イニングを投げ5被安打11奪三振1失点の内容で、日本シリーズ史上初の同一シリーズ2度目の2桁奪三振を記録するなど好投したものの、味方打線が1度も出塁出来ず日本シリーズ史上2人目となる2桁奪三振での敗戦投手となった。試合後、ダルビッシュは「負けたのは僕の責任です。1点もやらない完璧な投球をしたかった。北海道のファンが待ってくれていたのに…。ヒルマン監督の最後の試合だったので勝ちたかったです。悔いはあります」とコメントした[10]。
- 山本昌も引退後の2015年に発行された『奇跡の投手人生50の告白 悔いはあっても後悔はない』（ベースボール・マガジン社）で「ここではまず、僕が見たこと、聞いたことを書く。6回だった。ベンチ裏に下がってきた山井の指が見えた。皮がぺろんとむけていた。思わず「大丈夫なのか？」と尋ねたほどだった。それからさらに2イニング投げたのだ。もう限界だったと思う。ユニホームのズボンについた血を見た森コーチや落合監督が決断したということになっているが、あれは山井本人が申し出た交代だ。山井の年齢で同じ状況なら、きっと郭さんに代えてくださいと申し出た」と記している[11]。また、別の著書『133キロ快速球』（ベースボール・マガジン社）では「確かに記録は勲章だが、あくまでも個人の”所有物”にすぎない。日本一やチームの優勝という大目標より優先することはあってはならないと思っている」とも書いている[12]。

## 落合の采配への賛否
日本シリーズ史上初となる完全試合が目前であったが故に、山井から岩瀬への継投を行った落合監督の采配については、スポーツマスコミ、野球評論家などを中心に賛否両論が巻き起った。

### 賛成意見
- 中日の白井文吾オーナーは、「山井投手が完全試合をするんじゃないかという展開だったが、1-0で狙うのは危険なかけだと思っていたところ。いい采配だなと感心すると同時によくぞ名古屋で優勝を決めてくれたとうれしく思った」と語っている[13][14]。
- 阪神タイガースの岡田彰布監督も、「そんなん、代えるやろ。当然。うちでいうたら球児になるけどな。一応、（勝てば）あれで（日本シリーズが）終わりという試合やから」と采配を支持した[15][16]。その岡田は二度目の阪神タイガース監督に就任した2023年4月12日の東京ドームでの対巨人2回戦にて、7回終了まで1-0で完全試合状態の村上頌樹を石井大智に交代させている。8回裏に石井が岡本和真に本塁打を打たれて追いつかれ、村上のプロ初勝利も消滅するも、試合は延長戦の末2-1で勝利している。[17]
- 福岡ソフトバンクホークスの王貞治監督は「あの場面で個人記録は関係ない。負けたら札幌（北海道日本ハムの本拠地）だったし、岩瀬でよかったんじゃないか。負けたときにどちらの策が後悔しないか。岩瀬でしょう」と述べ、日本シリーズの重みを考慮した采配を支持した[要出典]。実際に王監督は1999年の日本シリーズの第3戦で、6回まで無安打無得点の好投を見せた先発投手の永井智浩を交代し、勝ちパターンであった篠原貴行・ロドニー・ペドラザにつないで勝利し、日本一を手にした経験がある。日本シリーズで先発投手が被安打0のまま降板するのは史上初のことだった。なお、永井の後に登板した篠原が安打を許している。
- オリックス・バファローズのテリー・コリンズ監督は「あの交代には驚かなかったよ。勝てるクローザーがいる。私も岩瀬に代えていた。レギュラーシーズンならダメだけどね」と支持した[要出典]。
- 千葉ロッテマリーンズのボビー・バレンタイン監督は、「勝利することに徹した。監督として素晴らしい仕事をした」と称賛した[18]。
- 元西武ライオンズ・横浜ベイスターズ監督の森祇晶も「公式戦ならば迷わず続投だろう。しかし、53年ぶりの日本一が目の前まで来た。落合監督は私情を捨て、チームの悲願を確実とする采配に徹した。よくぞ決断した。おそらく過去2度の日本シリーズに（ピンチの場面で続投を選んで打たれて）負けた経験が、監督の決断を後押ししたのだろう」とコメントした[19]。
- 権藤博は「監督を経験した立場から敢えて言わせてもらうなら、個人記録よりチームの勝利だ」として落合監督らしい采配だと語っている[20]。
- 鹿取義隆は「勇気がいる交代で、岩瀬以上に、監督自身が１番緊張したと思う。すごい采配。それに応えた岩瀬も見事だった」と語っている[20]。
- 達川光男は「落合監督は勝つために最善を尽くした。こんなゲームで記録を作っても意味がない。個人1人のためにやっているのではないからね」と語っている[20]。
- 山本功児は「記録はかかっていたが、そこはチームの勝利優先だ。岩瀬で最後を締めるという中日のパターンを最後まで見せ、チームの“総括”のような采配だった。選手も納得していると思うし、他のチームの監督にも、いい勉強になったのではないか」と語っている[20]。
- 水野雄仁は「きょうに限っては“あり”かな。日本一を決めるゲームでなければ、山井の続投でいいと思うけど…。1発を打たれる可能性もあるし、走者を出してから代えたら、岩瀬にも大きなプレッシャーがかかる。代えるなら9回の頭のあそこしかなかった。完全試合をやってて、逆転負けしたら流れが日本ハムにいくからね」と語っている[20]。
- 安藤統男は「当然と思う。落合監督も悩んだろう。よく決断できたと思う」と評価した[21]。
- 11月13日、落合監督は選考委員会の満場一致で正力松太郎賞に選出された。選考委員長であった川上哲治が「正力さんはいつも『勝負に私情をはさんではいかん』と言っておられた。日本シリーズでも勝敗に徹して、そういう強い信念が感じられた」とコメントし[22]、賞の選考においてこの采配を肯定的に評価したことを明言している。

### 反対意見
- この貴重な大記録達成のチャンスを潰したとの見方により、スポーツライターの玉木正之が自身のブログ[23]に、さらに漫画家のやくみつるもサンケイスポーツ紙でそれぞれ落合監督の采配を非難するコメントを出した。特にその後、やくは度々落合監督を槍玉に挙げ、日本スポーツ界三大巨悪の一人と呼んで公然と批判した。やくは翌日付の日刊スポーツ紙掲載の1コマ漫画「やくみつるのポテンショット」でも批判的な見方を示し、その内容は山井が「おめでとう日本一のKY監督」と書かれたボードを持ち、それに対して落合はこの年ブレイクしたお笑い芸人・小島よしおのネタである「そんなの関係ねぇ‼︎」をやり、これを山井が持つボードの陰から見ていた日本ハム監督のトレイ・ヒルマンが「ある意味シンジラレナ〜イ‼︎」というセリフを言っているというものである。これは2009年5月発売の著書「やくみつるの平成ポテンショット」でも、自身の批判的なコメントとともに収録された。
- 中日のOBである彦野利勝も采配支持が過半数いたことについて、「支持してるのは野球を知らない人達でしょう。あの采配はおかしい」とコメントした[要出典]。
- 豊田泰光も、この行為は注目する日本中のファンに対する無責任な行為と非難した。そして目先の勝利を追うあまりドラマも人も作れなかったことが落合の2011年限りの監督退任に繋がったと述べた[26]。また、「レギュラーシーズン2位から日本シリーズへ勝ち上がってきたラッキーな状況だったからこそ、日本一を絶対に取らなければいけないという雰囲気があり、落合監督に相当なプレッシャーがかかっていたんだろう。そもそも、レギュラーシーズン1位で出場していれば、こんな騒動にはならなかった」と、持論であるプレーオフ批判を展開した[要出典]。
- 江本孟紀は「あそこで続投させる監督は、プロ野球界全体のことを考えている監督。完全試合を達成していれば、野球に興味のない人まで関心を持ってくれるチャンスだった。それが野球人気につながっていくのに」と嘆いた[27]。
- 張本勲は、後に自身の著書「原辰徳と落合博満の監督力」においてこの采配を「ファン無視」と批判している。

### 中立的意見
- 対戦相手である日本ハムのヒルマン監督は、「監督によって皆さん考えが違う。私なら投げさせたかもしれない。落合さんの采配なので（賛否の意見は）何もありません」と地元放送局のテレビ出演で語った[28]。
- 落合と同じく両球団のOBであり、北海道日本ハムでは監督経験者の大島康徳は、自身のブログで、「大島は代えない」と結論しつつも、「歴史的瞬間に夢を託すか?勝つことだけに徹し、必勝リレーでいくのか?どちらを選択するかは、その監督の個性である。だから僕は、采配についてどうこう言うつもりはサラサラない」とコメントした[29]。
- 星野仙一は自身が監督の立場であればと前置きした上で、「私なら代えない。落合は投手じゃないから気持ちがわからないのでは。勝つことで評価される監督だから。勇気のいる決断ではあるが」とする一方で「思い切った決断だった」（いずれも『NEWS ZERO』）[20]と一定の理解を示し、その後自身のホームページでも、「判断については批判する意図はない。全てを承知した上での落合監督ならではの決断だったろうし、勝ち通すための覚悟であり、結果を見れば批判や非難は出来ない」との見解を示し、自分が選手・監督の場合の考えと、落合の行動に対する賛否は別との姿勢を取っていた[30]。
- 前中日監督の山田久志は、「優勝にもつながったんだから高く評価していい」としつつも「日本シリーズ初の完全試合。新たな歴史が生まれる可能性を、断ち切ってもいいものか。野球はそれだけじゃないだろうともチラッと思う。自分が監督だったら、これは保証できるけど絶対に交代させることはない。いや、日本のプロ野球の歴史の中で、あの場面で交代を告げる監督はいないだろう」と語っている[31]。
- 江川卓と掛布雅之の2人は共著「巨人-阪神論」でこの継投について触れており、掛布は「自分が監督であれば山井を代えない」としつつ、あの場面で抑えた岩瀬が評価されていないことに対し疑問を呈している。一方の江川も「継投はあり」としながら、投げていたのが投手陣の中心として活躍していた川上憲伸なら落合は代えなかっただろう、山井だったから変えたのではないかと評している。
- 大沢啓二は、サンデーモーニングで、落合の采配については肯定も否定もせず、この騒動の原因は不振に終わった日本ハム打線にあるとした別の見方をした（「喝」を入れた）。
- 野村克也元監督は在任中の著書『野村主義』で「『（この）山井交代』については私には理解ができないのだ」と、否定的な見解を示している[24]。一方で、別の、ほぼ同時期の著書『あぁ、監督』で「（それが正しいかはどうかは別として）『決断力』にも富んでいる」という意見も述べている[32]。

### その他関係者
- 落合監督の長男である落合福嗣は試合後に落合監督に対して様々な批判が寄せられた件に関して、「何の事情も知らないくせに、好き勝手なことを言って父を非難しないで欲しいです。何か事情があったのかもしれないとか、どうしてそういうことを考えてくれないのか」と、落合監督を批判する者たちに対して[いつ?]中日スポーツ紙上で苦言を呈している。
- 山井の妻は、「（継投は）あれでよかったんじゃないの」と山井本人に語ったという[4]。
- 球団側はポストシーズンでの活躍を査定外としていたが、12月6日の契約更改で山井のアピールを聞いた井手編成担当取締役は日本シリーズで全国区になったからと、契約額を200万円上積みした[33]。

## 6年後に偉業を達成した山井
この試合では完全試合を逃したものの、その後山井は6年後の2013年6月28日の横浜DeNAベイスターズ戦（横浜スタジアム）において、4走者を出しながらも正真正銘のノーヒットノーランを達成した。
このほか山井はその3年前の2010年8月18日の読売ジャイアンツ戦（ナゴヤドーム）においても、8回終了時までノーヒットノーランに抑えるピッチングをしたが、9回の先頭打者である坂本勇人に初被安打・初失点となる本塁打を打たれ、直後に岩瀬に交代した。岩瀬は1四球を与えたものの、ノーヒットで9回を抑え3-1で中日が勝利した。このことについて落合監督は、「そんなに簡単には記録ってのは出させてくれないもんだ」と語り、「あの時（2007年の日本シリーズ）とは訳が違う。あの時はギブアップだった。今日は球数も少ないし、ギブアップしていない」と状況の違いを説明した。

## その他
東海テレビは2018年に引退した岩瀬仁紀が野球生活で最も印象に残っているという九回で抑えた場面を特集した『岩瀬の13球』を制作し、岩瀬や落合、山井らのインタビューを交えて2019年3月2日に放送した。